# Orientierungslauf-Weltmeisterschaften 1993
Die 15. Orientierungslauf-Weltmeisterschaften fanden vom 9. Oktober bis 14. Oktober 1993 in der Gegend um West Point (New York) in den Vereinigten Staaten statt.

## Männer

### Kurzdistanz
| Platz | Land | Athlet            | Zeit      |
| ----- | ---- | ----------------- | --------- |
| 1     | NOR  | Petter Thoresen   | 22:34 min |
| 2     | FIN  | Timo Karppinen    | 23:00 min |
| 3     | SWE  | Martin Johansson  | 23:26 min |
| 4     | GBR  | Steven Hale       | 23:27 min |
| 4     | NOR  | Jon Tvedt         | 23:27 min |
| 6     | SWE  | Jörgen Mårtensson | 23:28 min |
| 7     | SWE  | Arto Rautiainen   | 23:40 min |
| 8     | NOR  | Kjetil Bjørlo     | 23:41 min |

Qualifikation: 9. Oktober 1993

Ort: Lake Welch
Finale: 10. Oktober 1993

Ort: Lake Sebago – Pole Brook Mountain

Länge: 4,745 km

Steigung: 135 Hm

Posten: 14

### Langdistanz
| Platz | Land | Athlet            | Zeit      |
| ----- | ---- | ----------------- | --------- |
| 1     | DEN  | Allan Mogensen    | 1:26:36 h |
| 2     | SWE  | Jörgen Mårtensson | 1:28:07 h |
| 3     | NOR  | Petter Thoresen   | 1:29:28 h |
| 4     | SWE  | Kent Olsson       | 1:30:18 h |
| 5     | NOR  | Rolf Vestre       | 1:30:36 h |
| 6     | SUI  | Dominik Humbel    | 1:30:51 h |
| 7     | FIN  | Timo Karppinen    | 1:31:20 h |
| 8     | SWE  | Martin Johansson  | 1:31:21 h |

Finale: 12. Oktober 1993

Ort: Surebridge Mountain

Länge: 13,475 km

Steigung: 690 Hm

Posten: 19

### Staffel
| Platz | Land | Athleten                                                       | Zeit      |
| ----- | ---- | -------------------------------------------------------------- | --------- |
| 1     | SUI  | Dominik Humbel Christian Aebersold Urs Flühmann Thomas Bührer  | 3:37:16 h |
| 2     | GBR  | Jonathan Musgrave Martin Bagness Stephen Palmer Steven Hale    | 3:37:31 h |
| 3     | FIN  | Keijo Parkkinen Mika Kuisma Petri Forsman Timo Karppinen       | 3:38:20 h |
| 4     | SWE  | Arto Rautiainen Jörgen Mårtensson Kent Olsson Martin Johansson | 3:40:18 h |
| 5     | RUS  | Ilja Gusew Sergei Sibilew Wladimir Alexejew Wladimir Koslow    | 3:41:02 h |
| 6     | NOR  | Håvard Tveite Jon Tvedt Petter Thoresen Rolf Vestre            | 3:41:21 h |
| 7     | DEN  | Chris Terkelsen Rasmus Ødum Flemming Jørgensen Allan Mogensen  | 3:43:18 h |
| 8     | CZE  | Petr Kozák Libor Zridkavesely Tomaš Prokeš Petr Vavrys         | 3:51:25 h |

Datum: 14. Oktober 1993

Ort: Rockhouse Mountain (Karte)

## Frauen

### Kurzdistanz
| Platz | Land | Athletin                | Zeit      |
| ----- | ---- | ----------------------- | --------- |
| 1     | SWE  | Anna Bogren             | 20:39 min |
| 2     | SWE  | Marita Skogum           | 21:10 min |
| 3     | FIN  | Eija Koskivaara         | 21:11 min |
| 4     | NOR  | Torunn Fossli           | 21:47 min |
| 5     | NOR  | Ragnhild Bente Andersen | 22:09 min |
| 6     | SWE  | Marlena Jansson         | 22:16 min |
| 7     | HUN  | Katalin Oláh            | 22:17 min |
| 8     | FIN  | Kirsi Tiira             | 22:18 min |

Qualifikation: 9. Oktober 1993

Ort: Lake Welch
Finale: 10. Oktober 1993

Ort: Lake Sebago – Pole Brook Mountain

Länge: 3,66 km

Steigung: 85 Hm

Posten: 11

### Langdistanz
| Platz | Land | Athletin                | Zeit      |
| ----- | ---- | ----------------------- | --------- |
| 1     | SWE  | Marita Skogum           | 1:02:27 h |
| 2     | FIN  | Annika Viilo            | 1:04:42 h |
| 3     | GBR  | Yvette Hague            | 1:06:09 h |
| 4     | FIN  | Eija Koskivaara         | 1:07:04 h |
| 5     | FIN  | Kirsi Tiira             | 1:07:37 h |
| 6     | SWE  | Marlena Jansson         | 1:07:43 h |
| 7     | SWE  | Annette Nilsson         | 1:09:57 h |
| 8     | NOR  | Ragnhild Bente Andersen | 1:09:57 h |

Finale: 12. Oktober 1993

Ort: Surebridge Mountain

Länge: 8,625 km

Steigung: 410 Hm

Posten: 14

### Staffel
| Platz | Land | Athletinnen                                                           | Zeit      |
| ----- | ---- | --------------------------------------------------------------------- | --------- |
| 1     | SWE  | Anette Nilsson Marlena Jansson Anna Bogren Marita Skogum              | 2:48:48 h |
| 2     | FIN  | Johanna Tiira Kirsi Tiira Annika Viilo Eija Koskivaara                | 2:56:59 h |
| 3     | CZE  | Petra Novotná Mária Honzová Marcela Kubátková Jana Cieslarová         | 3:00:29 h |
| 4     | RUS  | Irina Michalko Nadeschda Rudakowa Swetlana Rakimowa Tatjana Jaksanowa | 3:10:47 h |
| 5     | SUI  | Brigitte Wolf Sabrina Meister-Fesseler Ursula Oehy Vroni König-Salmi  | 3:11:11 h |
| 6     | DEN  | Charlotte Thrane Lone Hansen Tenna Nørgaard Ulrika Ø. Jørgensen       | 3:11:50 h |
| 7     | HUN  | Andrea Horvath Réka Tóth Katalin Oláh Katalin Lovasi                  | 3:12:21 h |
| 8     | GBR  | Heather Monro Yvette Hague Jean Cory Wright Jenny James               | 3:12:37 h |

Datum: 14. Oktober 1993

Ort: Rockhouse Mountain
Die ursprünglich zweitplatzierte norwegische Staffel wurde wegen eines positiven Dopingbefunds bei Torunn Fossli disqualifiziert.

## Medaillenspiegel
| Platz | Land                   | Gold | Silber | Bronze | Gesamt |
| ----- | ---------------------- | ---- | ------ | ------ | ------ |
| 1     | Schweden               | 3    | 2      | 1      | 6      |
| 2     | Norwegen               | 1    | –      | 1      | 2      |
| 3     | Dänemark               | 1    | –      | –      | 1      |
| 3     | Schweiz                | 1    | –      | –      | 1      |
| 5     | Finnland               | –    | 3      | 2      | 2      |
| 6     | Vereinigtes Königreich | –    | 1      | 1      | 2      |
| 7     | Tschechien             | –    | –      | 1      | 1      |